# Église Saint-Martin-dans-le-Mur de Prague
Pour les articles homonymes, voir Église Saint-Martin.
L'église Saint-Martin-dans-le-Mur (en tchèque Kostel sv. Martina ve zdi) est une église gothique de la vieille ville de Prague. Elle est restée quasiment intacte depuis le Moyen Âge, ce qui fait d'elle un joyau d'architecture romane et gothique. Elle porte le nom de Saint-Martin de Tours. Elle fut édifiée au XIIIe siècle contre les fortifications de la Vieille-Ville de Prague, ce qui lui donna son nom. 
L'église est utilisée par l'Église évangélique des Frères de Bohême et leur congrégation évangélique germanophone à Prague. Son excellente acoustique en fait une salle de concert exceptionnelle, et des concerts d'orgue et de musique classique y ont régulièrement lieu.  

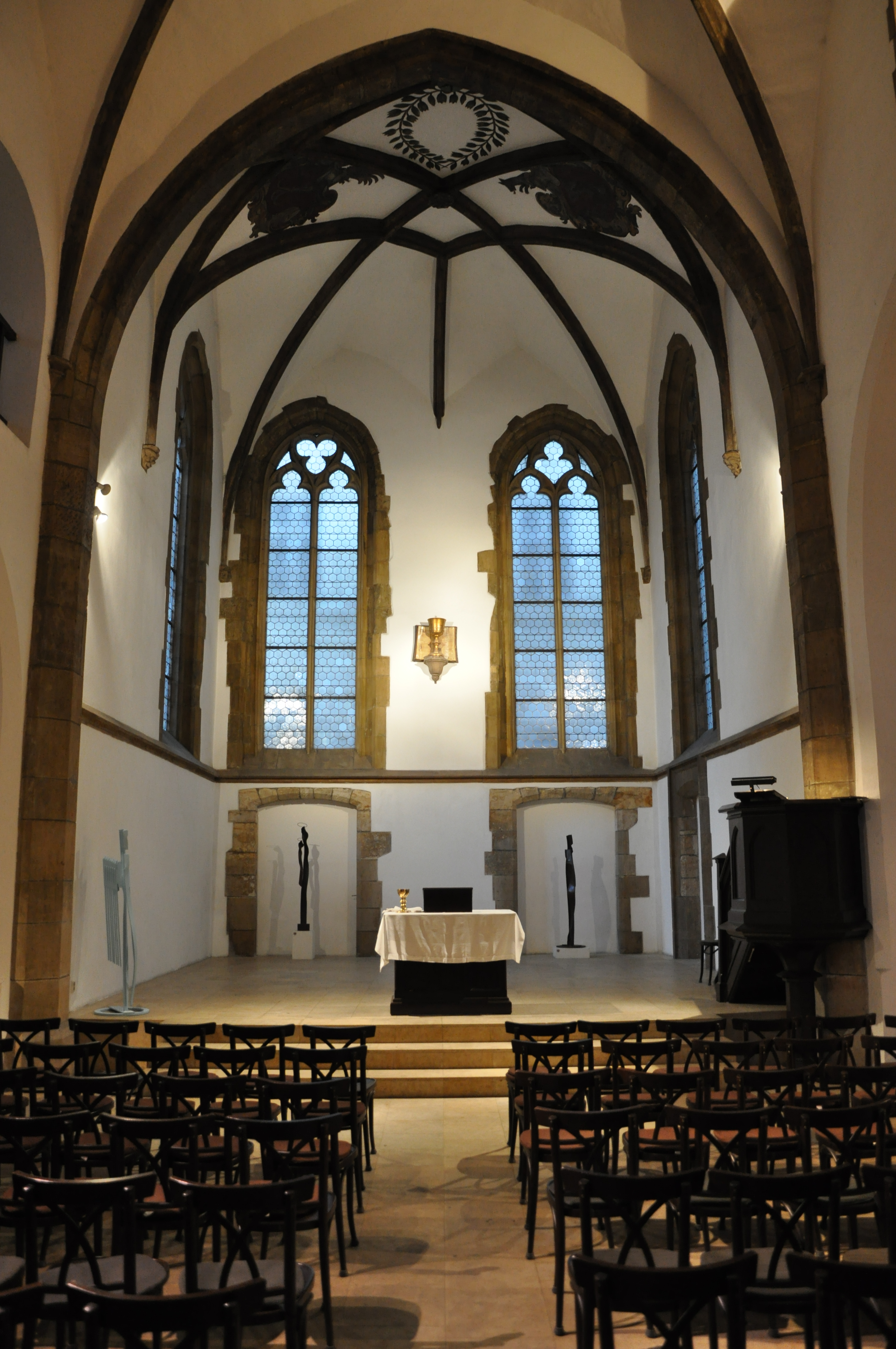
Chœur à voûte d'ogives gothique de 1360 à 1370

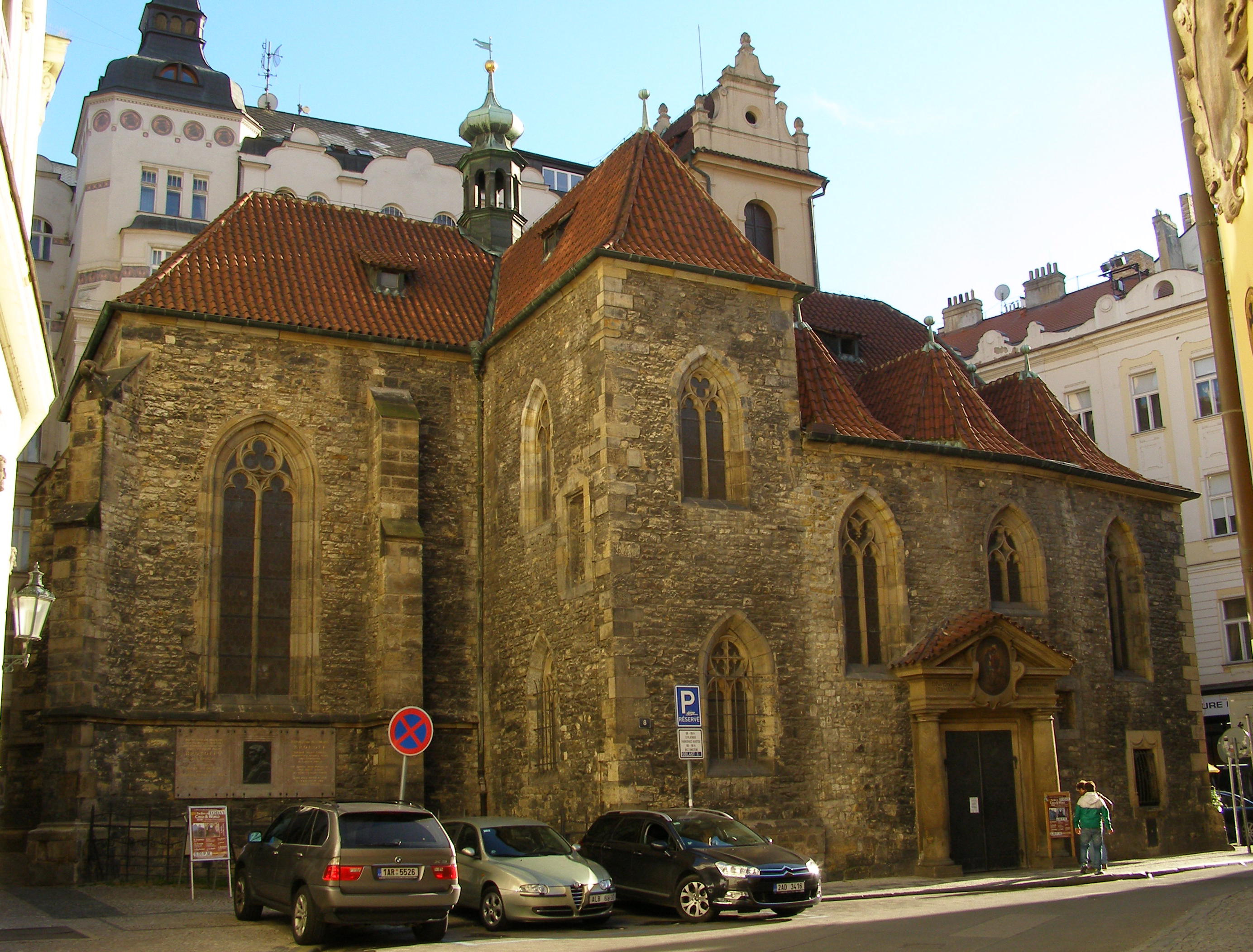

## Histoire
L'église Saint-Martin a été construite de 1178 à 1187 en tant qu'église paroissiale romane à nef unique. La colonie de Saint-Martin a été nommée d'après l'église et a été mentionnée ici dès 1140.
Lorsqu'un mur de la ville avec douves et double mur a été construit autour de la vieille ville de Prague nouvellement fondée entre 1249 et 1253, le côté sud de l'église a été inclus dans le mur et l'église Saint-Martin était divisée en deux parties, à l'intérieur et la plus grande partie à l'extérieur de la ville. Depuis lors, l'église s'appelle « dans le Mur ». 
Les pasteurs ont rejoint très tôt le mouvement qui a conduit à la Réforme de Bohême. En 1414, pour la première fois depuis des siècles, le calice de la Sainte Communion est remis aux laïcs dans l'église Saint-Martin. En 1488, les deux bas-côtés furent construits en style gothique tardif et l'église reçut son aspect actuel.
En 1622, la communauté protestante dut quitter l'église après la défaite de la bataille de la Montagne-Blanche près de Prague et elle fut utilisée par l'Église catholique romaine jusqu'en 1784. Le toit et la tour de l'église ont également été détruits lors de l'incendie majeur de la vieille ville de Prague en 1678. Les cloches ont dû être refondues.
En 1784, l'église et le cimetière attenant ont été fermés et le bâtiment a été utilisé comme bâtiment résidentiel et commercial. En 1904, la ville de Prague acheta la maison et restaura en profondeur l'église de 1905 à 1906 sous la direction de Kamil Hilbert, qui acheva en même temps la cathédrale Saint-Guy.
Après la fondation de la République tchécoslovaque en 1918, l'église a pu être louée à la nouvelle Église évangélique des frères de Bohême. Depuis 1994, il existe à nouveau une Congrégation évangélique germanophone à Prague qui appartient à l'EKBB. Depuis lors, la congrégation utilise l'église St-Martin-dans-le- Mur pour ses offices dominicaux.
La dernière rénovation de l'église a eu lieu en 2001.

## Cimetière

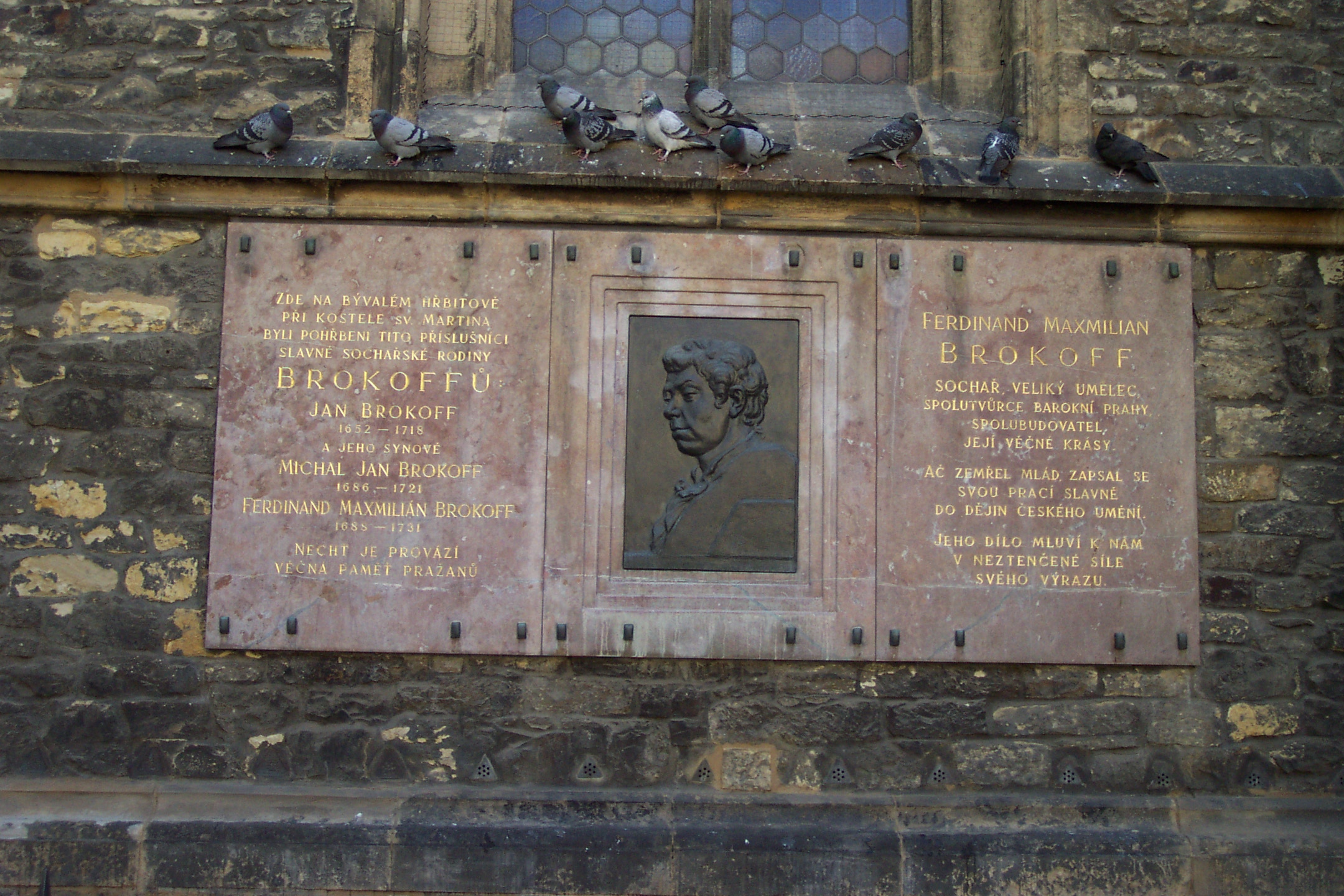
Plaque de la famille de sculpteurs Brokoff sur le mur de l'église

Il y a eu un cimetière autour de l'église pendant des siècles. En 1620, certains des soldats tombés au combat lors de la bataille de la Montagne-Blanche ont été enterrés ici.
Au XVIIIe siècle, les célèbres sculpteurs baroques Johann Brokoff et ses fils Michael Johann Brokoff et Ferdinand Maximilian Brokoff ont été enterrés dans l'église. Ils avaient leur cabane de sculpteur à proximité et ont joué un rôle déterminant dans la création des saints sur le pont Charles. La plaque commémorative se trouve maintenant sur le mur nord de l'église.
En 1784, le cimetière a été fermé et plus tard dissous. Certaines pierres tombales peuvent maintenant être trouvées à l'intérieur de l'église.

## Littérature
- Jiří Otter : À travers Prague sur les traces de la Réforme de Bohême. Kalich Verlag Praha 2002,  (ISBN 80-7017-565-6), p. 39-41.
- Jiří Otter : L'Église évangélique des Frères de Bohême. Éditeur d'église ENA Praha 1991, pp. 14/15, 17.
- Detlev Arens : Guide artistique de Prague. DuMont Buchverlag Cologne 2010,  (ISBN 978-3-7701-4303-0), page 253.

## Liens web
- Lena Drummer: St Martin dans le Mur - l'histoire mouvementée d'une église de Prague Radio Praha à partir du 16 décembre 2012, audio 11 min
- Église évangélique germanophone de Prague
- Notices d'autorité :   - VIAF
  - GND
  - Tchéquie
- Ressource relative à l'architecture :   - MonumNet